# Гокінс (містечко, Вісконсин)
Гокінс (англ. Hawkins) — місто (англ. town) в США, в окрузі Раск штату Вісконсин. Населення — 122 особи (2020).

## Демографія
Згідно з переписом 2010 року, у місті мешкали 153 особи в 66 домогосподарствах у складі 50 родин. Було 148 помешкань
Расовий склад населення:
| - 96,7 % — білих - 0,7 % — чорних або афроамериканців - 0,7 % — азіатів |

До двох чи більше рас належало 2,0 %. Частка іспаномовних становила 2,0 % від усіх жителів.
За віковим діапазоном населення розподілялося таким чином: 15,0 % — особи молодші 18 років, 65,4 % — особи у віці 18—64 років, 19,6 % — особи у віці 65 років та старші. Медіана віку мешканця становила 54,4 року. На 100 осіб жіночої статі у місті припадало 109,6 чоловіків;  на 100 жінок у віці від 18 років та старших — 109,7 чоловіків також старших 18 років.
Середній дохід на одне домашнє господарство  становив 63 184 долари США (медіана — 40 500), а середній дохід на одну сім'ю — 71 948 доларів (медіана — 43 750). Медіана доходів становила 39 028 доларів для чоловіків та 31 667 доларів для жінок. За межею бідності перебувало 4,7 % осіб, у тому числі 0,0 % дітей у віці до 18 років та 10,0 % осіб у віці 65 років та старших.
Цивільне працевлаштоване населення становило 61 особа. Основні галузі зайнятості: виробництво — 41,0 %, транспорт — 9,8 %, сільське господарство, лісництво, риболовля — 9,8 %.